# پول بیشتر
پول بیشتر (به انگلیسی: Mo' Money) یک فیلم سینمایی آمریکایی کمدی، جنایی و عاشقانه محصول سال ۱۹۹۲ به کارگردانی پیتر مک‌دونالد و نویسندگی دیمون وینز که همچنین در این فیلم بازی کرده‌است. در این فیلم استیسی داش، جو سانتوس، جان دیهل، هری لنیکس، برنی مک (در اولین فیلم خود) و مارلون وینز از بازیگران اصلی این فیلم هستند. این فیلم در ایالات متحده در تاریخ ۲۴ ژوئیه ۱۹۹۲ اکران سینمایی شد.

## تولید
فیلم از ۱۶ ژوئیه تا ۱۸ سپتامبر ۱۹۹۱ در شیکاگو، ایلینوی در ۶۴ روز فیلمبرداری شد.

## باکس آفیس
این فیلم در شماره ۱ باکس آفیس در ایالات متحده آغاز به کار کرد، در آخر هفته افتتاحیه خود ۱۲۳۸۵۴۱۵ دلار فروخت. در نهایت با فروش ۴۰٬۲۲۷٬۰۰۶ دلار در گیشه آمریکای شمالی به پایان رسید.